# Goshen (Califòrnia)
Goshen és una població dels Estats Units a l'estat de Califòrnia. Segons el cens del 2000 tenia 2.394 habitants.

## Demografia
Segons el cens del 2000, Goshen tenia 2.394 habitants, 593 habitatges, i 507 famílies. La densitat de població era de 516,4 habitants/km².
Dels 593 habitatges en un 47,4% hi vivien nens de menys de 18 anys, en un 57,5% hi vivien parelles casades, en un 18,4% dones solteres, i en un 14,5% no eren unitats familiars. En el 10,8% dels habitatges hi vivien persones soles el 3,9% de les quals corresponia a persones de 65 anys o més que vivien soles. El nombre mitjà de persones vivint en cada habitatge era de 3,98 i el nombre mitjà de persones que vivien en cada família era de 4,21.
Per edats la població es repartia de la següent manera: un 37,4% tenia menys de 18 anys, un 12,1% entre 18 i 24, un 27,1% entre 25 i 44, un 17,5% de 45 a 60 i un 6% 65 anys o més.
L'edat mediana era de 25 anys. Per cada 100 dones de 18 o més anys hi havia 101,6 homes.
La renda mediana per habitatge era de 28.301 $ i la renda mediana per família de 27.962 $. Els homes tenien una renda mediana de 25.781 $ mentre que les dones 16.905 $. La renda per capita de la població era de 8.837 $. Entorn del 26,7% de les famílies i el 28,4% de la població estaven per davall del llindar de pobresa.

## Poblacions més properes
El següent diagrama mostra les poblacions més properes.